# ÖBB 4010
Die Reihe 4010 der Österreichischen Bundesbahnen (ÖBB) waren elektrische Fernverkehrs-Triebzüge, die im Schnellzugverkehr eingesetzt wurden. Im engeren Sinn war 4010 die Bezeichnung der Triebköpfe, die Steuerwagen wurden als Reihe 6010 und die Zwischenwagen als Reihe 7010, 7110 und 7310 bezeichnet.  Der Einsatz im Planverkehr begann 1965 und endete 2008. Die Fertigung erfolgte durch Simmering-Graz-Pauker. Sie prägten mehr als drei Jahrzehnte den Schnellzugverkehr in Österreich. Nach ihrem ersten Einsatzgebiet wurden sie als Transalpin II und ihrer Verwendung im innerösterreichischen Städteschnellverkehr entsprechend als Städteschnellzug bezeichnet.

## Geschichte

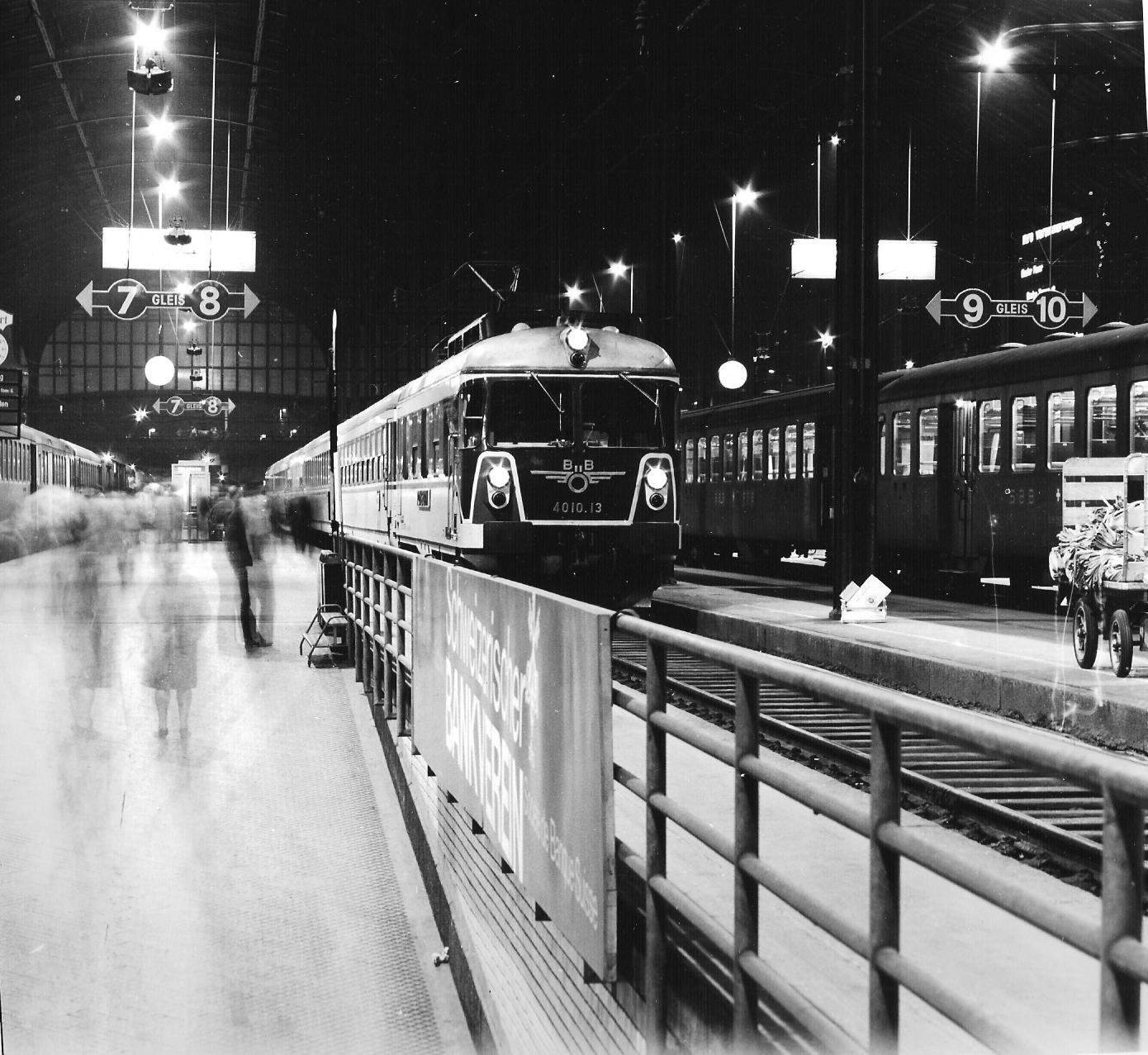
Als „Transalpin“ in Basel (1970)

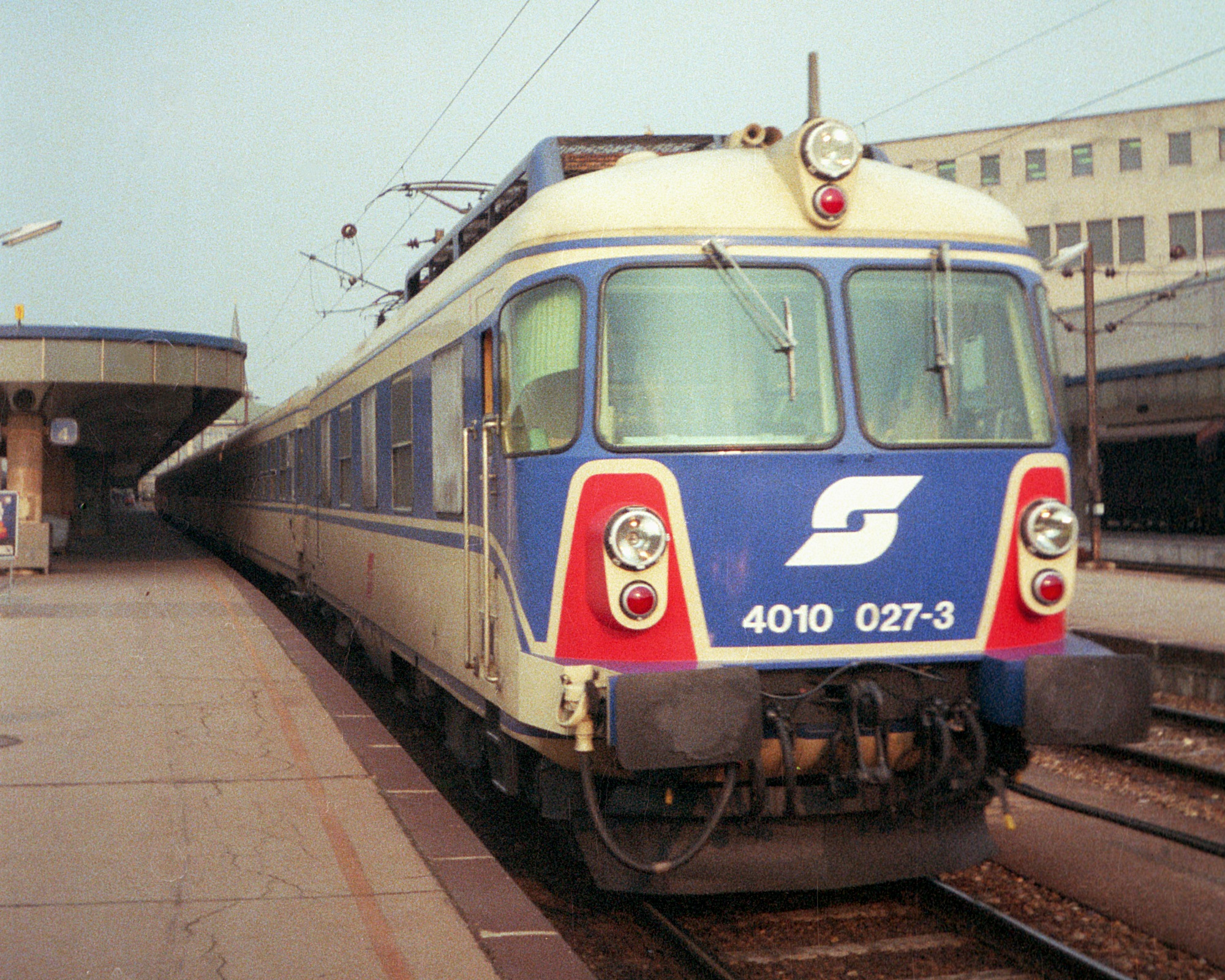
4010.027 in Wien-Westbahnhof (Mai 1990)

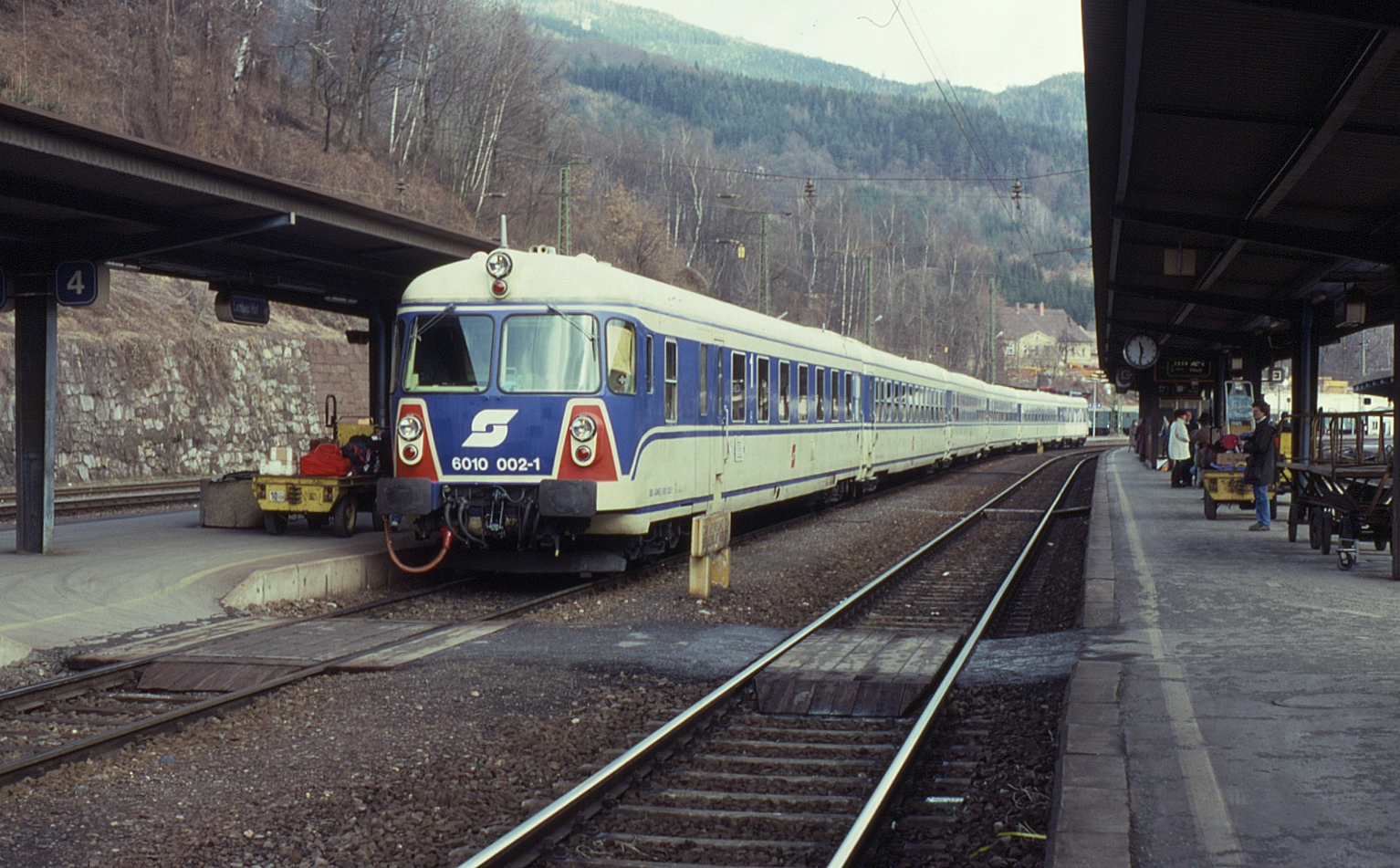
6010 002 in seiner ursprünglichen Farbgebung im Hauptbahnhof Leoben (1992)

Ursprünglich waren 1965 drei Triebwagengarnituren zur Ablöse der Reihe 4130 für den damaligen Paradezug Transalpin der Österreichischen Bundesbahnen beschafft worden, der seit 1. Juni 1958 zwischen Wien und Zürich verkehrte. Die neue Reihe 4010 ersetzte diese vierteiligen Garnituren, die aufgrund ihrer Ableitung aus den Nahverkehrstriebwagen der Reihe 4030 den Ansprüchen des hochwertigen internationalen Schnellzugverkehrs nicht gerecht werden konnten.
Eine zweite Serie von zwölf fünfteiligen Garnituren wurde ab 1966 für den innerösterreichischen Städteschnellzugverkehr gebaut. Diese Serie unterschied sich von der ersten unter anderem durch vollständig zu öffnende Fenster wie bei den Schlierenwagen, einem Halbspeisewagen (Buffetwagen) mit verkleinertem,  nicht klimatisierten, Speiseabteil und stattdessen zusätzlichen 17 Sitzplätzen zweiter Klasse, sowie durch das Fehlen des Abteilwagens erster und zweiter Klasse. Aus Kapazitätsgründen wurde dieser jedoch später bald ergänzt allerdings mit Sitzbezügen und Anschriften ausschließlich für die 2. Klasse. Außerdem wurden die Triebköpfe ab dieser Serie auf 16,82 Meter verlängert.
Für die Ende der 1960er Jahre neu geschaffenen internationalen Verbindungen Johann Strauß (Wien–Passau–Frankfurt am Main), Bodensee (Wien–Bregenz–St. Gallen) und Rosenkavalier (Wien–München) wurden in einer dritten Serie zwei weitere sechsteilige Garnituren entsprechend der ersten Serie beschafft. Zu dieser Zeit waren die 4010er mit Laufleistungen von bis zu 30 000 Kilometer monatlich Spitzenreiter in den Lokstatistiken der ÖBB.
In den 1970er-Jahren wurden schließlich eine vierte und fünfte Serie von insgesamt 12 sechsteiligen Garnituren beschafft, wiederum mit Übersetzfenstern, jedoch im Gegensatz zu den bisherigen Garnituren mit einem klimatisierten Vollspeisewagen, sowie einer später bei allen Garnituren nachgerüstete Vielfachsteuerung. Damit konnten die unwirtschaftlichen Doppelführungen zu verkehrsstarken Zeiten vermieden werden. In dieselbe Zeit fällt 1977 auch das Ende der Ära als Transalpin, der auf lokbespannte Züge mit den neuen Eurofima-Wagen umgestellt wurde. Mit der gleichzeitigen Beschränkung des Laufweges des Triebwagenschnellzuges Bodensee auf Wien–Bregenz endeten damit vorläufig die internationalen Einsätze der Reihe 4010.
Anfang der 1990er Jahre wurden die Triebzüge modernisiert. Als erste Garnitur wurde die Einheit 4010 022 umgebaut, wobei hier die Eckfenster der Führerstände belassen und erst einige Jahre später entfernt wurden. Die Wagen erhielten unter anderem Schwenkschiebetüren, neue Sitzbezüge, die Eckfenster der Führerstände wurden verschlossen und die Garnituren, angelehnt an die Farbgebung der internationalen Reisezugwagen der ÖBB, in verkehrsrot, umbragrau und grauweiß lackiert. Ein Teil der Triebwagengarnituren (4010 022 bis 025) wurde darüber hinaus mit einem geschlossenen Toilettensystem und einer Klimaanlage ausgestattet, um für den Einsatz im EuroCity-Verkehr nach Deutschland tauglich zu sein.

### Niedergang
In den 1990er Jahren, mit dem Ende des Projektes NAT ’91 begann der Niedergang dieser Reihe. Zunächst wurden die Vollspeisewagen abgestellt und an ihre Stelle Sitzwagen aus abgestellten Garnituren eingereiht. In den Halbspeisewagen wurde die Küche stillgelegt und diese teilweise zu reinen Sitzwagen umgestaltet. Die gemischten Abteilwagen erster und zweiter Klasse wurden zu reinen Zweitklasswagen deklassiert. Die Züge wurden öfters umkonfiguriert, so dass es möglich war, verschiedene Fensterbauarten (Übersetzfenster, Senkfenster oder Festfenster/Klimaanlage) im gleichen Zug anzutreffen. Anstelle der ursprünglichen Aufteilung verkehrten die Triebwagengarnituren nun mit vier Zweitklassewagen. Nur der Steuerwagen führte noch die erste Klasse.

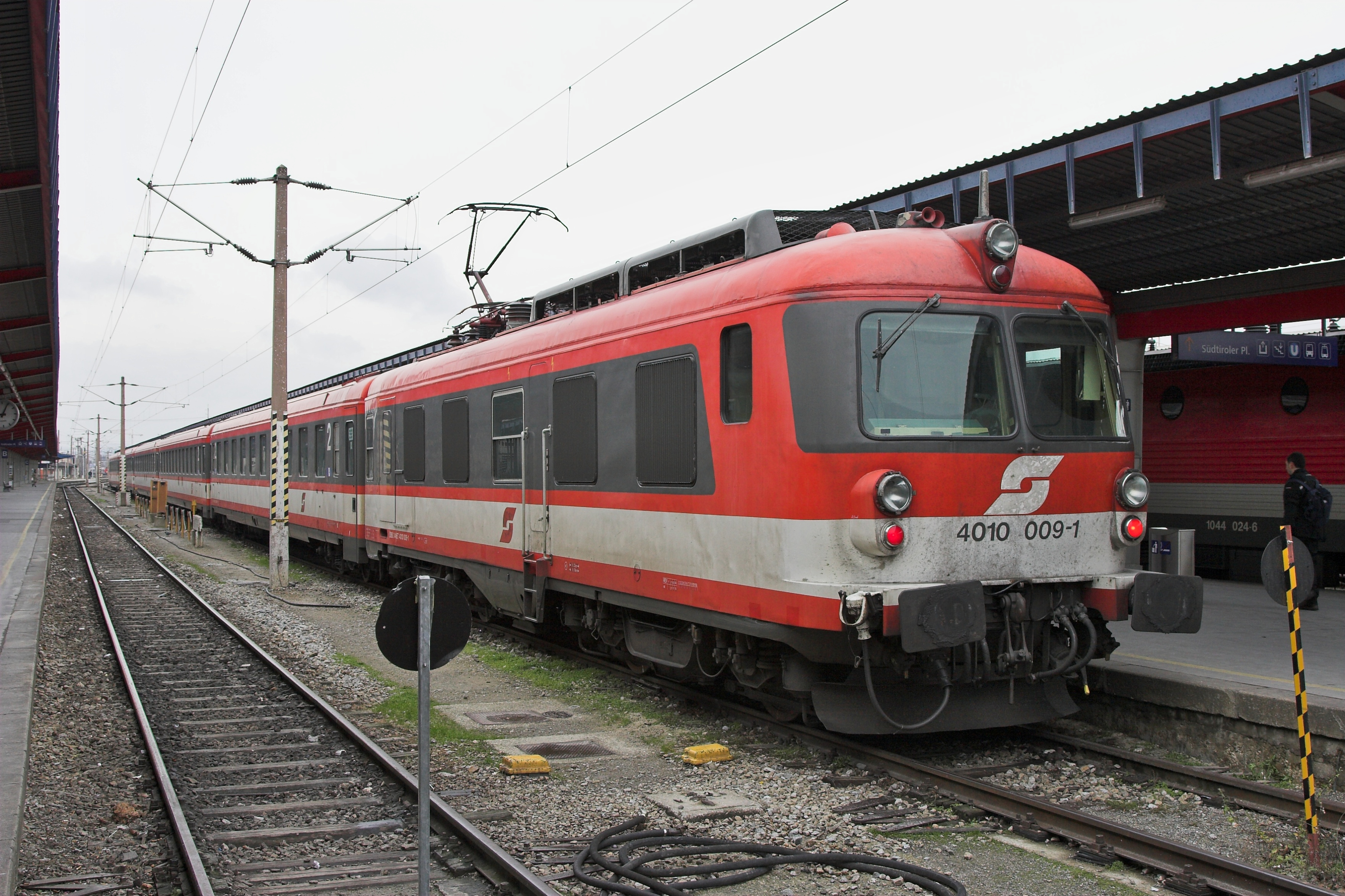
4010 009 in Wien-Südbahnhof (2008)

Bis zum Ende ihres Einsatzes wurden die Züge im innerösterreichischen InterCity-Verkehr von Graz nach Wien, Linz, Salzburg und Innsbruck, aber teilweise auch im Eilzugverkehr eingesetzt. So waren sie bis März 2006 im Eilzugdienst auf der Franz-Josefs-Bahn zu finden. Die Zahl der Einsätze nahm jedoch mit jedem Fahrplanwechsel ab, weil Wagen wegen Fristablauf abgestellt werden mussten oder Reparaturen wirtschaftlich nicht mehr vertretbar waren. So wurden im Fahrplan 2008 die Leistungen von Graz nach Salzburg gegenüber dem Fahrplan des Vorjahres weiter zurückgenommen und zwei Zugpaare durch angemietetes Wagenmaterial der Deutschen Bahn ersetzt.
Die Triebzüge der Reihe 4010 sind aufgrund ihres markanten Designs und ihres in der Vergangenheit herausragenden Rufes weiten Kreisen der Bevölkerung als beliebte und komfortable Fahrzeuge in Erinnerung geblieben. Dennoch wurden sie in ihren letzten Einsatzjahren als nicht mehr zeitgemäß im Vergleich mit modernen Fahrzeugen empfunden, weil die Erhaltung im Hinblick auf die vollständige Ausmusterung der Reihe nur noch auf das Notwendigste beschränkt wurde.

### Ausmusterung, Verkauf und geplanter Einsatz beim HKX

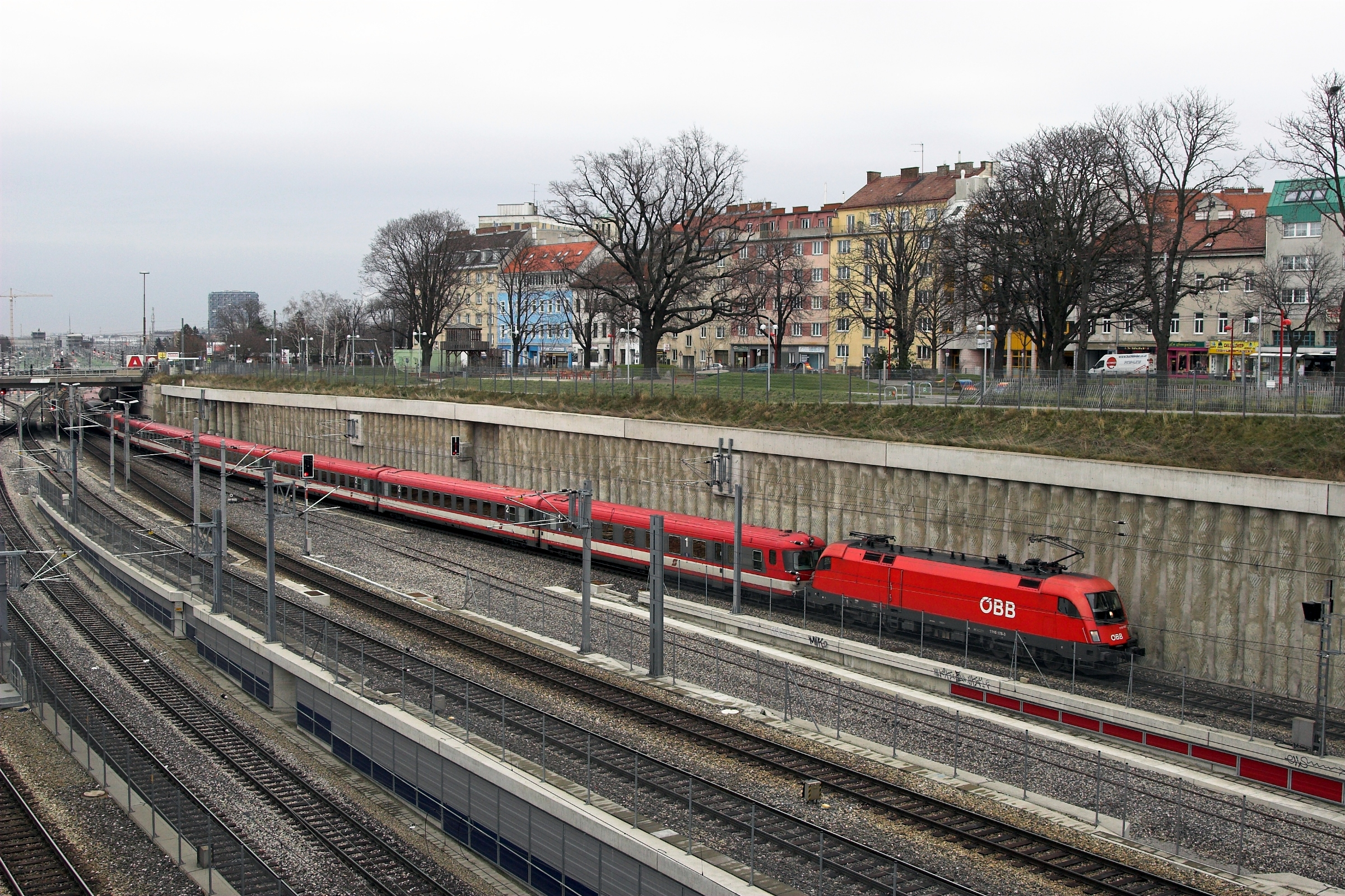
Letzte Fahrt von Wien nach Villach mit Vorspann durch eine Lokomotive der Reihe 1116, hier bei Wien-Meidling (30. Dezember 2008)

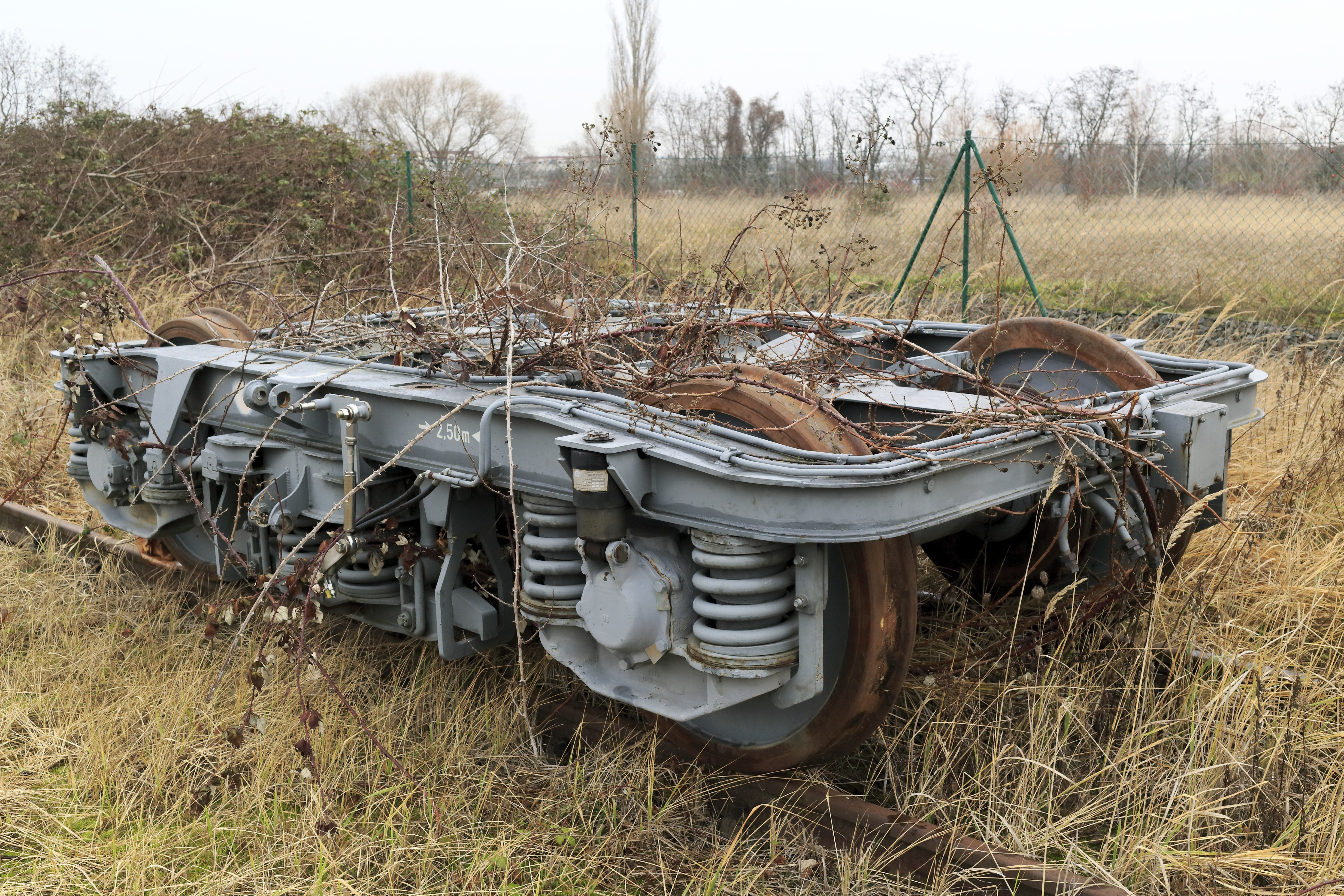
Ein aufgearbeitetes und danach nicht mehr eingebautes Mittelwagendrehgestell im Ausbesserungswerk Delitzsch

Die Einsätze der Reihe 4010 auf den Strecken Graz–Salzburg, Graz–Innsbruck, Graz–Linz sowie Graz–Wien Südbf endeten am 14. Dezember 2008. Während der darauf folgenden Weihnachtsferien wurden noch einige Einheiten als Verstärkerzüge im Urlaubsverkehr eingesetzt. Zum 31. Dezember 2008 wurden die Züge ausgemustert.
Die Triebwagengarnitur 4010 009 war als Museumszug vorgesehen. Die ursprünglich angestrebte Erhaltung durch die ÖBB-Nostalgie kam jedoch nicht zustande. Die Garnitur wurde daraufhin an die Österreichische Gesellschaft für Eisenbahngeschichte (ÖGEG) verkauft und Ende April 2010 in das Eisenbahnmuseum Ampflwang überstellt, wo sie geschützt hinterstellt ist.
Der Triebkopf 4010 019 dient in Wien Jedlersdorf als Vorheizanlage. Das Eisenbahnmuseum Strasshof erwarb den Triebkopf 4010 022; den Steuerwagen 6010 002 und die Speisewagen 7310 111 und 113.
Mehrere Wagenzüge wurden an die amerikanische Railroad Development Corporation (RDC) verkauft. Die RDC ist an der Hamburg-Köln-Express GmbH beteiligt, die ab Juli 2012 Züge zwischen Hamburg und Köln anbot. Für diesen Einsatz sollten die Wagen ohne die Triebköpfe im Schienenfahrzeugwerk Delitzsch (SFW) aufgearbeitet werden. Im März 2011 wurde ein Teil der Fahrzeuge für den HKX zur Aufarbeitung in das Schienenfahrzeugwerk H. Cegielski nach Polen überführt. Im März 2013 wurde ein Vertrag über die Modernisierung von zunächst sechs Wagengarnituren mit der Euromaint Rail Deutschland GmbH abgeschlossen. Die Wagen erhielten im Spätsommer 2014 eine Zulassung des Eisenbahn-Bundesamts. Für den Einsatz wurde die Höchstgeschwindigkeit von 150 auf 160 km/h erhöht. Die Führerstände der Steuerwagen wurden nicht aufgearbeitet, die Wagen sollten als lokbespannte Reisezüge eingesetzt werden. Neben technischen Anpassungen erhielten die Wagen elektronische Reservierungsanzeigen, geschlossene WC-Systeme, WLAN und Steckdosen am Platz. Die technische Abnahme erfolgte im Jänner 2015 in Berlin.
Zu einem Einsatz der Fahrzeuge kam es nicht. 2018 wurden alle zuvor in Wustermark und Delitzsch abgestellten Garnituren in Espenhain verschrottet, darunter sowohl die modernisierten als auch die nicht modernisierten.

## Triebzugzusammenstellung

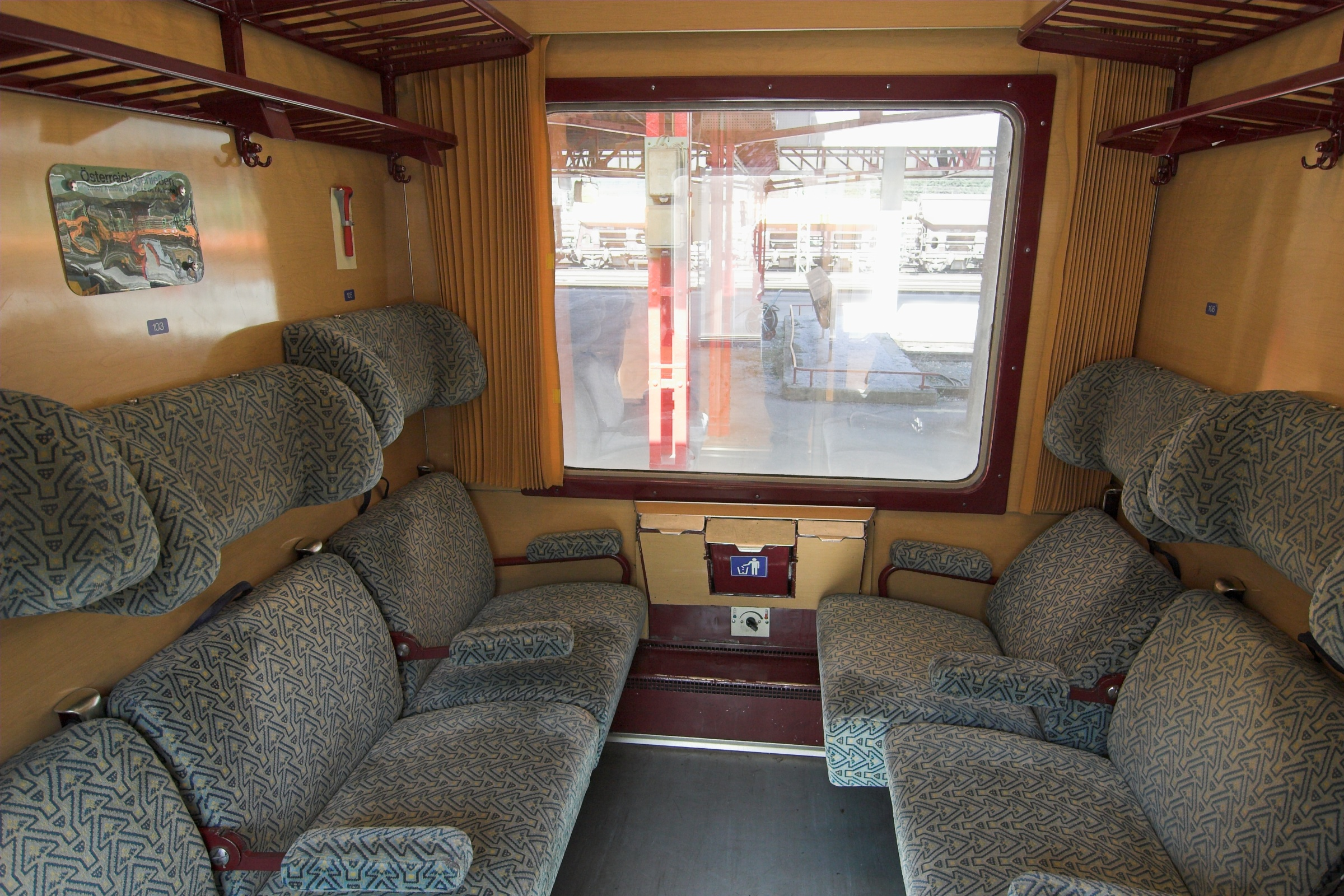
Abteil 2. Klasse

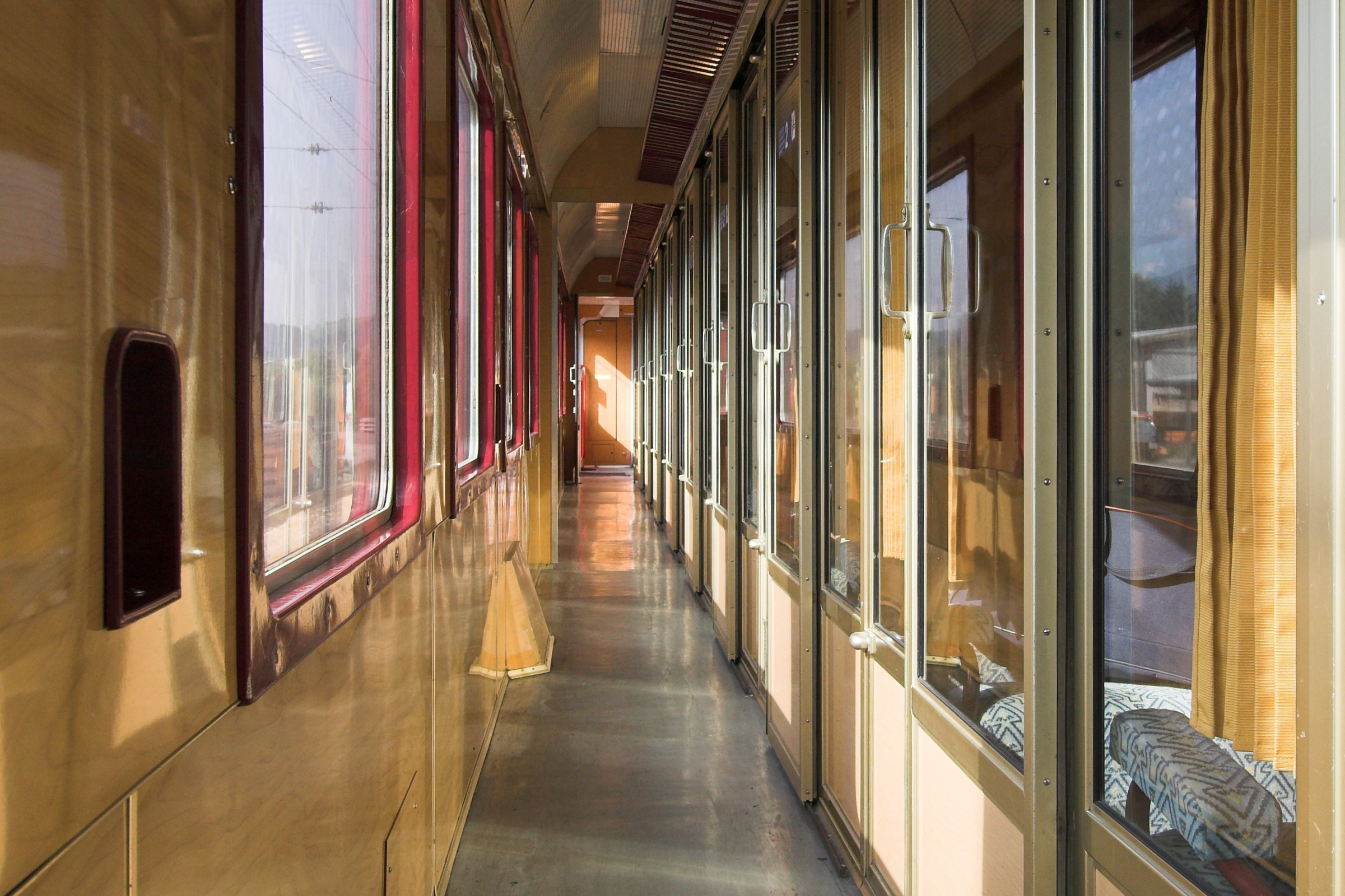
Korridor in einem Abteilwagen

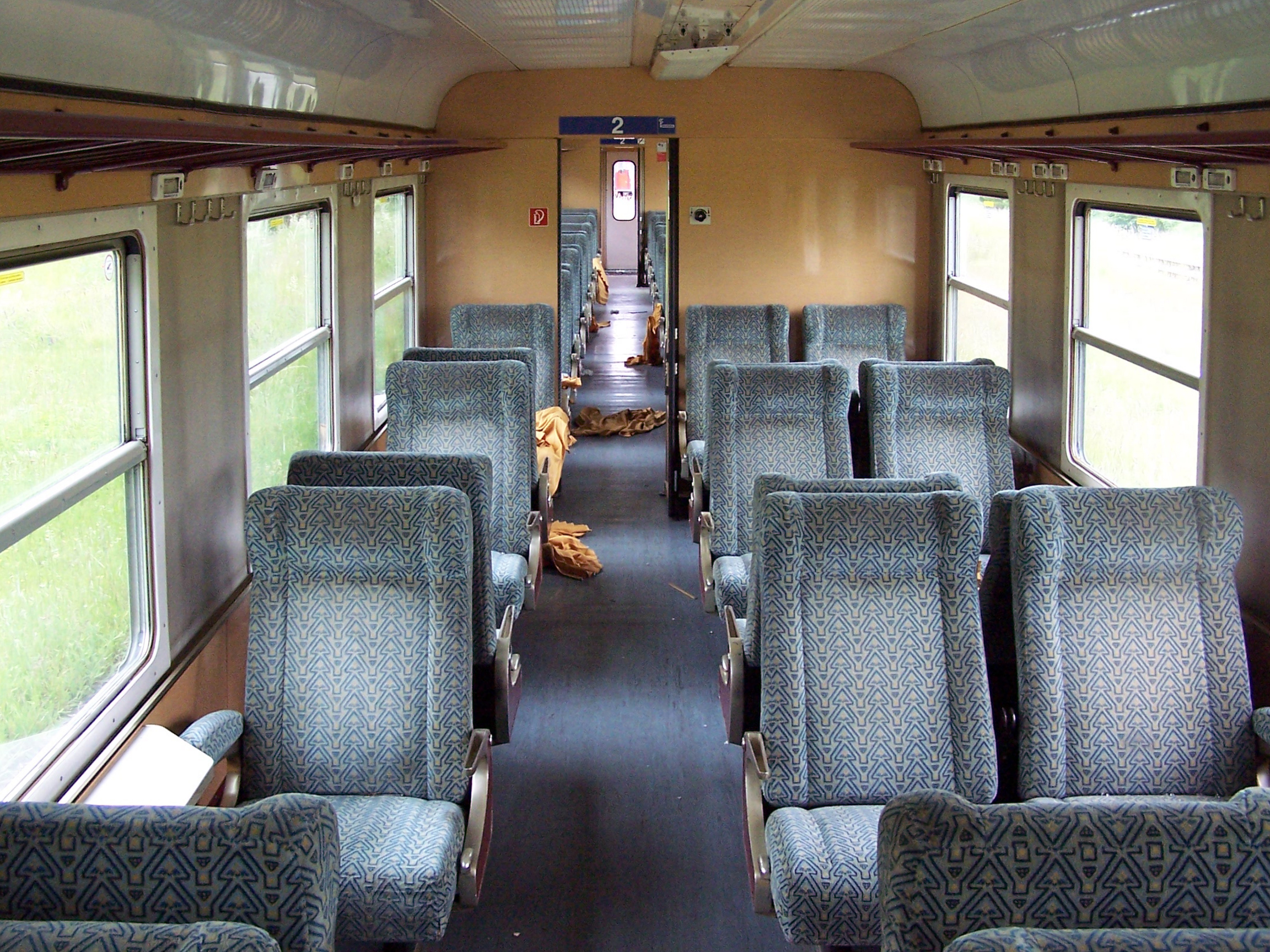
Großraumwagen 2. Klasse

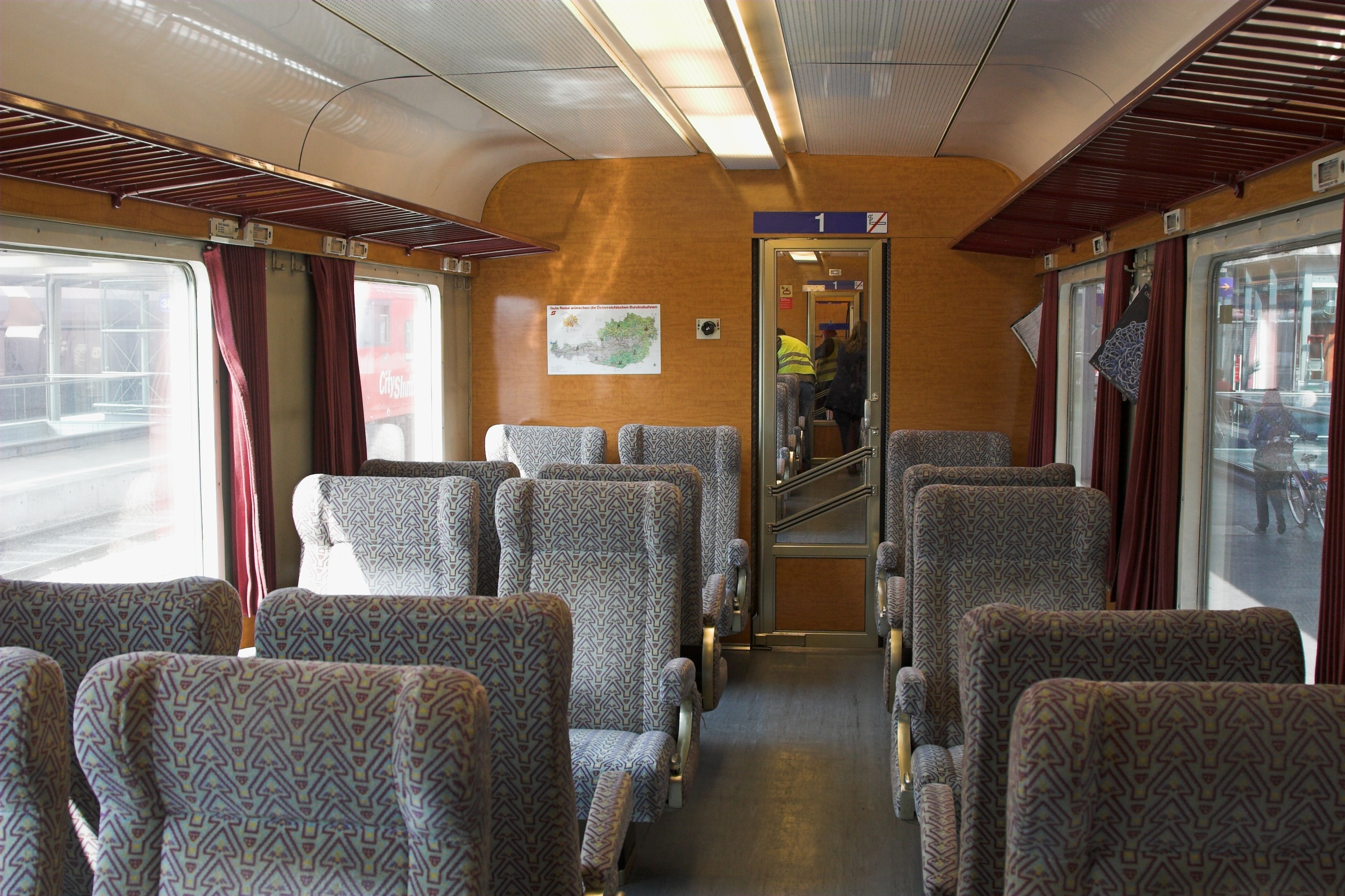
Großraumwagen 1. Klasse (Steuerwagen 6010)

Die neuen sechsteiligen Triebwagengarnituren bestanden aus einem Triebkopf, einem Großraumwagen zweiter Klasse, einem Abteilwagen zweiter Klasse, einem Speisewagen mit zusätzlich zwei Abteilen zweiter Klasse, einem Abteilwagen zweiter und erster Klasse und einem Steuerwagen mit einem Großraum erster Klasse.
Die Triebköpfe bekamen aus Komfortgründen keine Sitzplätze für Fahrgäste. Stattdessen war neben dem Führerstand vorne und dem Maschinenraum lediglich ein Gepäckraum und ein Zugführerabteil vorhanden.
Die Großraumwagen zweiter Klasse fassten die Passagierzahl von zehn Abteilen, die Abteilwagen zweiter Klasse offerierten elf Abteile, die gemischtklassigen Abteilwagen vier Abteile erster und sechs Abteile zweiter Klasse. Die Steuerwagen hatten neben dem Führerstand auf der Stirnseite das kleinere Gepäckabteil und ein Großraumabteil erster Klasse, welches fiktiv sieben Abteilen entsprach.
Mit diesen 26,4 Meter langen Wagen wurde das Konzept des UIC-Typs Z vorweggenommen, das zehn „rechnerische Abteile“ beim Großraumwagen 2. Klasse und elf Coupés im Abteilwagen vorsieht, wie er erst zehn Jahre später mit den Corail-Wagen in Frankreich und den Eurofima-Wagen in Europa einschließlich Österreichs verwirklicht wurde.
Bei ihrer Indienststellung setzten die Garnituren der Reihe 4010 für österreichische Eisenbahnen neue Maßstäbe in Sachen Komfort. Die Sitzplatzaufteilung 2+1 auch in den Großraumwagen zweiter Klasse mit ausreichend Platz für Gepäck zwischen den Sitzen erscheint auch heute noch wegweisend, angesichts des teilweise zu beobachtenden Trends zu einer Bestuhlung, welche ohne Rücksicht auf die Fensterteilung nach dem Vorbild der Fluggesellschaften immer enger zusammenrückt. Dieser zuvor ungewohnte Komfort auch in der zweiten Klasse machte die Garnituren der Baureihe 4010 bei den Bahnkunden äußerst beliebt, und manchmal sprach man auch vom „Trans-Europ-Express des kleinen Mannes“.
Zum großen Bekanntheitsgrad dieser Triebwagengarnituren trug neben dem markanten Design von Johann Benda auch die charakteristische Ursprungslackierung in saphirblau und elfenbein mit den auffällig rot umrandeten Scheinwerfern bei. In den 1970er Jahren wurde dies auf ultramarinblau/elfenbein geändert und das ÖBB-Flügelrad durch das damals neue ÖBB-Emblem ersetzt, sowie die großen Klassenziffern angebracht.
Bei aller Beliebtheit machten sich mit laufender Erfahrung im Betrieb dennoch einige konstruktive und konzeptionelle Schwächen bemerkbar. So neigten die Garnituren aufgrund der eher starren Scharfenbergkupplung zu manchmal äußerst unangenehmen Ruckelbewegungen in Längsrichtung, vor allem im Schiebebetrieb und in Doppeltraktion. Das Platzangebot in der zweiten Klasse war im Vergleich zur in Österreich traditionell schwach ausgelasteten ersten Klasse bald zu gering, sodass es regelmäßig zu überfüllten Zügen kam, obwohl in der ersten Klasse noch eine ausreichende Zahl an Sitzplätzen vorhanden gewesen wäre. Aufgrund der gestiegenen Nachfrage wurde daher häufig in Doppeltraktion gefahren, was die Nachrüstung einer Vielfachsteuerung notwendig machte. Die Doppeltraktion wiederum machte unter anderem eine unwirtschaftliche Doppelbewirtschaftung zweier Speisewagen nötig. Es gab daher auch Überlegungen, längere Garnituren mit je einem Triebkopf an jedem Zugende und nur einem Speisewagen zu führen, die aber aufgrund technischer Probleme (vor allem durch die Parallelschaltung der Trafos über die Zugheizung) nie realisiert wurde.
Aufgrund Lokmangels wurde um 1980 eine Zeit lang mit der sogenannten „langen Lok“ gefahren, sprich dem Triebkopf mit dem (abgesperrten) Steuerwagen. Mit dieser Kombination wurden u. a. aus grünen Spantenwagen bestehende Regionalzüge auf der Westbahn bis Purkersdorf gefahren.

### Technik
Die Zuggarnituren waren intern mit Mittelpufferkupplungen der Bauart Scharfenberg gekuppelt. Dadurch konnte der Wagenboden der Einzelwagen tiefer als bei Reisezugwagen der Regelbauart liegen. An den Führerstandsenden der Triebköpfe und Steuerwagen waren übliche Puffer und Schraubenkupplungen vorhanden. So war es bei Bedarf möglich, mehrere Reisezugwagen als Verstärkung (sogenannte „Schleuderwagen“) mitzuführen oder eine Einheit bei Ausfall des Triebkopfes mit einer Lokomotive zu bespannen.

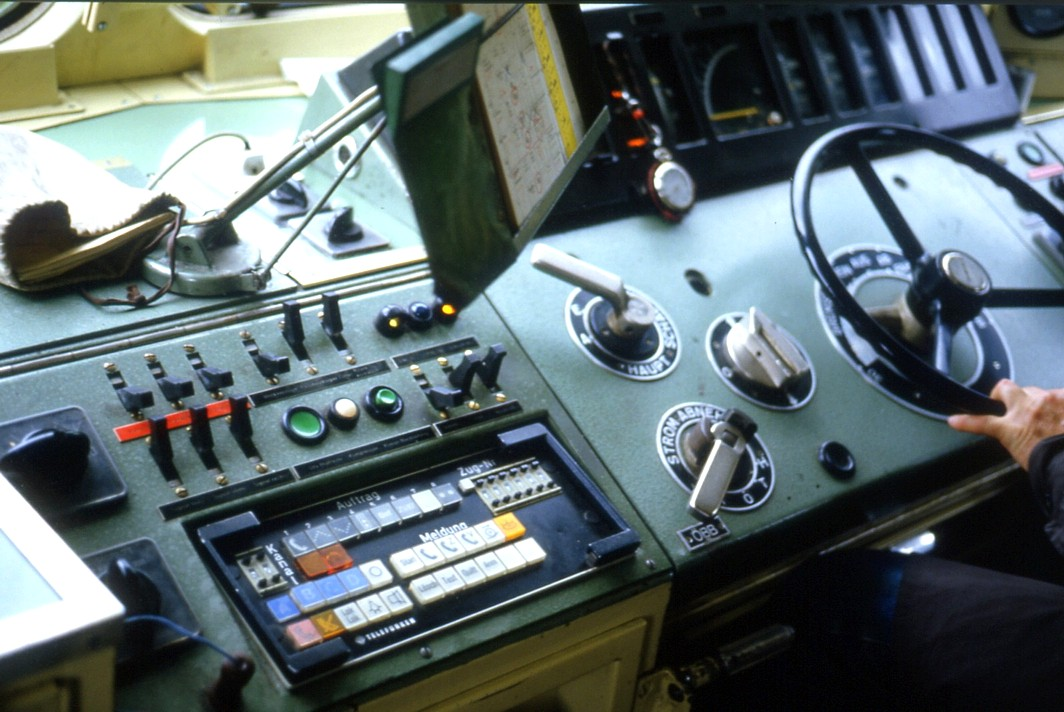
Linke Seite des Führerpults eines 4010-Triebkopfes

Erstmals gab es bei ÖBB-Fahrzeugen eine, zuvor beim 4030.11 erprobte, stufenlos regelbare, thyristor-gesteuerte elektrodynamische Bremse und Einholm-Stromabnehmer (Bauart VI). Diese Bauart war wegen der knappen Platzverhältnisse auf dem Dach der Triebköpfe notwendig, denn die übrige Fläche wurde von den fahrtwindgekühlten Bremswiderständen belegt. Bei den Zwischen- und Steuerwagen wurden aufgrund längerer Bremswege aus hohen Geschwindigkeiten und auf nassen Gleisen eine Magnetschienenbremse auf je einem Drehgestell nachgerüstet, auch wurde der ursprünglich pneumatische Gleitschutz durch einen elektronisch geregelten ersetzt. Die Triebköpfe waren technisch als Lokomotiven angelegt und verfügten über wiegenlose Drehgestelle und Flexicoilfederung.
Die elektrische Ausrüstung stammte von den Elektrofirmen Brown-Boveri, ELIN und Siemens. Der Haupttransformator hatte eine Dauerleistung von 2180 kVA, die vier zehnpoligen Wechselstrom-Reihenschlussmotore hatte eine Stundenleitung von je 625 kW bei 1800 min−1. Von den Motoren wurde das Drehmoment über einen BBC-Federantrieb auf die vier Treibachsen übertragen. Gesteuert wurde über ein elektropneumatisch angetriebenes Niederspannungs-Stufenschaltwerk Bauart BBC mit elektronischer Befehlsgebersteuerung und 28 Fahrstufen. Das Schaltwerk wurde aus demjenigen des Schnellbahntriebwagens ÖBB 4030.2 weiterentwickelt. 1988 wurden die Motoren durch den Einbau einer Feldschwächung für den Dauerbetrieb mit 150 km/h ertüchtigt.
Beim Fahrpersonal war der Triebzug aufgrund seiner Zuverlässigkeit und der einfachen Bedienung sehr beliebt.

## Fahrzeugnummern

### Ausgelieferte Fahrzeuge
In Betrieb genommen wurden in den Jahren 1965 bis 1978 folgende Fahrzeuge:
| Art                                       | Serie          | Anzahl | Nummerierung                           | Bemerkung                                            |
| ----------------------------------------- | -------------- | ------ | -------------------------------------- | ---------------------------------------------------- |
| Triebkopf                                 | alle           | 29     | 4010.001–029                           | mit Gepäck- und Zugführerabteil                      |
| Zwischenwagen                             | alle           | 29     | 7010.101–129                           | mit Großraum 2. Klasse                               |
| Zwischenwagen                             | alle           | 29     | 7110.101–129                           | mit Abteilen 2. Klasse                               |
| Zwischenwagen                             | alle           | 29     | 7110.201–229                           | mit Abteilen 1./2. Klasse (in 2. Serie nachträglich) |
| Halbspeisewagen/ Buffetwagen/ Speisewagen | 1./3. 2. 4./5. | 05 12  | 7310.001–005 7110.301–312 7310.106–117 | mit Abteilen 2. Klasse –                             |
| Steuerwagen                               | alle           | 29     | 6010.001–029                           | mit Großraum 1. Klasse, Gepäck- und Zugführerabteil  |

### Zusammenstellungen
Die Garnitur war ursprünglich im Regelfall in dieser Zusammenstellung gekuppelt:
- 4010.000 – Triebwagen
- 7010.100 – Zwischenwagen mit Großraum 2. Klasse
- 7110.100 – Zwischenwagen mit Abteilen 2. Klasse
- 7310.000 – Halbspeisewagen mit zwei Abteilen 2. Klasse bzw.
7110.300 – Halbspeisewagen mit Abteilen 2. Klasse bzw.
7310.100 – Speisewagen
- 7110.200 – Zwischenwagen mit Abteilen 1. und 2. Klasse
- 6010.000 – Steuerwagen mit Großraum 1. Klasse

Mit der Einführung der EDV-Nummern auch für Lokomotiven und Triebwagen entfielen die Punkte zwischen Stamm- und Ordnungsnummer, die Fahrzeugnummern wurden durch Selbstkontrollziffern ergänzt.
Nach der Modernisierung änderte man die Reihung entsprechend der internationalen Standards für EuroCity-Züge:
- 4010.000 – Triebwagen
- 7010.100 – Zwischenwagen mit Großraum 2. Klasse
- 7110.100 – Zwischenwagen mit Abteilen 2. Klasse
- 7110.200 – Zwischenwagen mit Abteilen 1. und 2. Klasse
- 7310.000 – Halbspeisewagen mit zwei Abteilen 2. Klasse bzw.
7110.300 – Halbspeisewagen mit Abteilen 2. Klasse bzw.
7310.100 – Speisewagen
- 6010.000 – Steuerwagen mit Großraum 1. Klasse

Nach der Abstellung der Vollspeisewagen 7310.100 bzw. Halbspeisewagen 7310.000 bis 2008 waren die Garnituren in der Regel folgendermaßen zusammengestellt:
- 4010.000 – Triebwagen
- 7010.100 – Zwischenwagen mit Großraum 2. Klasse
- 7110.100 – Zwischenwagen mit Abteilen 2. Klasse
- 7110.200 – Zwischenwagen mit Abteilen 2. Klasse
- 7110.300 – Zwischenwagen mit Abteilen 2. Klasse (ehem. Buffetwagen) bzw. 7010.100, 7110.100 oder 7110.200 – weiterer Zwischenwagen mit Abteilen 2. Klasse
- 6010.000 – Steuerwagen mit Großraum 1. Klasse

## Modelle
Die Modelleisenbahnhersteller Kleinbahn, Lima und Roco brachten Modelle des 4010 auf den Markt. Das in den 1970er Jahren erschienene Modell von Kleinbahn zeichnet sich durch eine firmentypische starke Verkürzung aus, während die später konstruierten Modelle von Lima (nur die Wagen im Längenmaßstab 1:100) und Roco maßstabsgetreu sind. Im Maßstab 1:160 sind Modelle des Herstellers Jägerndorfer verfügbar.

## Film
- Bahnorama Porträt ÖBB Reihe 4010, 60 min. Laufzeit[15]. Der Film zeigt u. a. Interviews mit dem Konstrukteur Ing. Waldemar Jud und dem Designer Johann Benda.